# WVEC-TV
WVEC-TV est une station de télévision américaine située à Norfolk (Virginie) appartenant à Tegna Inc. et affiliée au réseau ABC. Elle sert le secteur Hampton Roads, incluant Norfolk, Portsmouth, Newport News et les environs. Son antenne est située à Suffolk.

## Télévision numérique terrestre
| Canal virtuel | Video | Aspect | Programmation                       |
| ------------- | ----- | ------ | ----------------------------------- |
| 13.1          | 1080i | 16:9   | Programmation principale WVEC / ABC |
| 13.2          | 480i  | 16:9   | Justice Network (en)                |
| 13.3          | 480i  | 16:9   | Me-TV                               |
| 13.4          | 480i  | 16:9   | Quest (en)                          |